# Daniel Schlauch

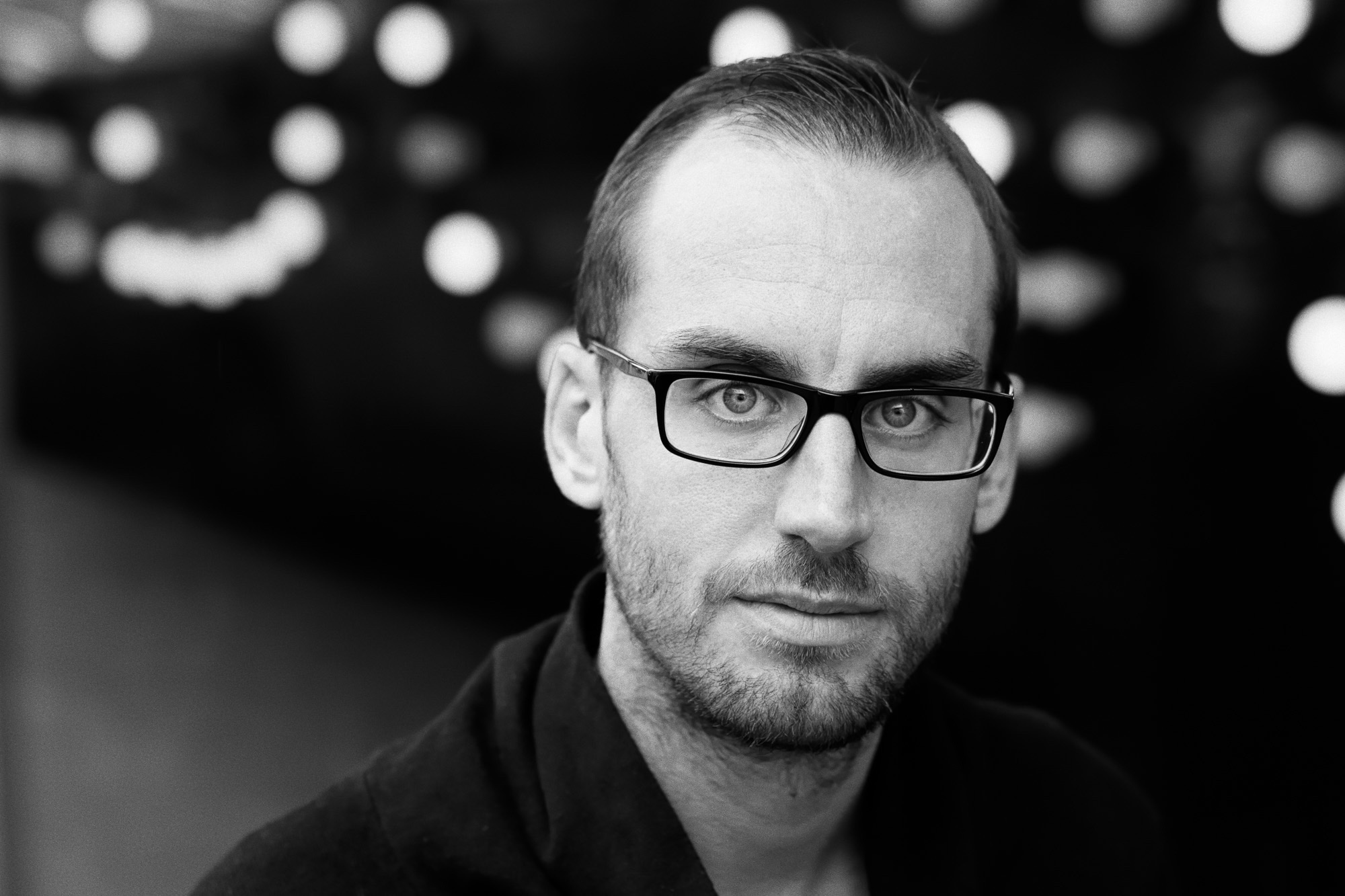
Daniel Schlauch (2016)

Daniel Schlauch (* 28. Dezember 1982 in München) ist ein deutscher Synchronsprecher, Dialogbuchautor, Dialogregisseur und Jurist. Er ist die deutsche Feststimme des Hollywoodschauspielers Zac Efron sowie der Figur Monkey D. Ruffy aus der Animeserie One Piece.

## Werdegang
Daniel Schlauch wurde 1982 in München geboren. Im Jahr 1994 bewarb er sich als Nachwuchssynchronsprecher und erhielt im selben Jahr seine ersten Rollen. Nachdem er zunächst viele kleinere Rollen in verschiedenen Produktionen hatte, übernahm er im September 1995 seine erste Hauptrolle in der Serie Party of Five. Es folgten Vertonungen zahlreicher Spiel- und Kinofilme, Serien, Voice-Over-Produktionen und Dokumentationen, Hör- und Computerspiele sowie Werbespots.
Mit der Synchronisation des Ryoga Hibiki in der Zeichentrickserie Ranma ½ stieg er im Jahr 2001 in den Bereich der Animes ein. Zwei Jahre später wurde er für die Rolle des Piratenkapitäns Ruffy in der Animeserie One Piece verpflichtet, welchem er seither in über 1000 Folgen, zahlreichen Spielfilmen und Nebenproduktionen seine Stimme leiht.
2006 wurde Daniel Schlauch auf die Rolle des Troy Bolton in der amerikanischen Spielfilm-/Musicalproduktion High School Musical und damit den Hollywoodschauspieler Zac Efron besetzt, den er in der Folge in sämtlichen seiner Produktionen vertonte.
Daniel Schlauch studierte Rechtswissenschaften in München und Greifswald und schloss dieses Studium im Jahr 2012 erfolgreich ab.
Neben seiner Tätigkeit als Synchronsprecher, ist er auch als Dialogregisseur und Dialogbuchautor tätig. Bei der One Piece Netflixverfilmung, in der er auch den Hauptcharakter Ruffy (verkörpert von Iñaki Godoy) spricht, führte er Regie.

## Sprechrollen (Auswahl)
Mayumi Tanaka als Monkey D. Ruffy
- 2003–2010, seit 2014: One Piece (Animeserie)
- 2010: One Piece – Der Film
- 2011: One Piece – Abenteuer auf der Spiralinsel!
- 2011: One Piece: Jackos Tanz Festival (Kurzfilm)
- 2011: One Piece – Chopper auf der Insel der seltsamen Tiere
- 2011: One Piece: Die Könige des Fußballs (Kurzfilm)
- 2011: One Piece – Das Dead End Rennen
- 2011: One Piece – Der Fluch des heiligen Schwerts
- 2011: One Piece – Baron Omatsuri und die geheimnisvolle Insel
- 2011: One Piece – Schloss Karakuris Metall-Soldaten
- 2012: One Piece – Abenteuer in Alabasta – Die Wüstenprinzessin
- 2012: One Piece: Chopper und das Wunder der Winterkirschblüte
- 2012: One Piece – Strong World
- 2013: One Piece Z
- 2016: One Piece: Episode of Ruffy – Abenteuer auf Hand Island
- 2016: One Piece: Episode of Nami – Die Tränen der Navigatorin
- 2016: One Piece Gold
- 2016: One Piece: Episode of Merry – Die Geschichte über ein ungewöhnliches Crewmitglied
- 2016: One Piece: Abenteuer auf Nebulandia
- 2017: One Piece: Episode of Sabo
- 2017: One Piece: 3D2Y – Überwinde Aces Tod!
- seit 2023: One Piece (Live-Action-Serie) für Iñaki Godoy

Zac Efron
- 2006: High School Musical als Troy Bolton
- 2007: High School Musical 2 als Troy Bolton
- 2008: High School Musical 3: Senior Year als Troy Bolton
- 2008: Ich & Orson Welles als Richard Samuels
- 2009: Teenage Champion – Go for Gold! als Patrick McCardle
- 2009: 17 Again – Back to High School als Mike O’ Donnell
- 2010: Wie durch ein Wunder als Charlie St. Cloud
- 2011: Happy New Year als Paul
- 2012: Liberal Arts als Nat
- 2012: The Lucky One – Für immer der Deine als Logan
- 2012: The Paperboy als Jack Jansen
- 2012: Um jeden Preis – At Any Price als Dean Whipple
- 2013: Parkland als Jim Carrico
- 2014: Für immer Single? als Jason
- 2014: Bad Neighbors als Teddy Sanders
- 2015: We Are Your Friends als Cole Carter
- 2016: Dirty Grandpa als Jason Kelly
- 2016: Mike and Dave Need Wedding Dates als Dave
- 2016: Bad Neighbors 2 als Teddy Sanders
- 2017: Baywatch als Matt Brody
- 2017: Greatest Showman als Phillip Carlyle
- 2018: Beach Bum als Flicker
- 2019: Extremely Wicked, Shockingly Evil and Vile als Ted Bundy
- 2022: Gold – Im Rausch der Gier als Virgil (Mann #1)

### Filme
- 1995: Jumanji für Brandon Obray als Benjamin
- 1996: The Crow – Die Rache der Krähe für Eric Acosta als Danny
- 1998: Air Bud 2 – Golden Receiver für Kevin Zegers als Josh Framm
- 2001: Plötzlich Prinzessin für Patrick John Flueger als Jeremiah Hart
- 2002: Harry Potter und die Kammer des Schreckens für Chris Rankin als Percy Weasley
- 2003: Zatoichi – Der blinde Samurai für Taichi Saotome als Osei
- 2004: Halloweentown III: Halloweentown Highschool für Lucas Grabeel als Ethan Dalloway
- 2004: Harry Potter und der Gefangene von Askaban für Chris Rankin als Percy Weasley
- 2005: American Pie präsentiert: Die nächste Generation für Jason Earles als Ernie
- 2006: Der gute Hirte für Eddie Redmayne als Edward Wilson Junior
- 2006: Das Mädchen, das durch die Zeit sprang für Takuya Ishida als Chiaki Mamiya
- 2007: Pokémon 7 – Destiny Deoxys für Kenji Nojima als Rafe
- 2007: Disturbia – Aaron Yoo als Ronnie
- 2012: Shake It Up – Auf nach Japan für Albert Kuo als Ichiro Wantanabe
- 2016: Popstar: Never Stop Never Stopping für Jorma Taccone als Owen Bouchard
- 2023: Ryûnosuke Kamiki (als Koichi Shikishima) in Godzilla Minus One

### Serien
- 1995: Party of Five für Ross Malinger als Jamie Burke
- 1995–1997: Dr. Quinn – Ärztin aus Leidenschaft für Brenden Jefferson als Anthony
- 1995–2000: Hör mal, wer da hämmert für Taran Noah Smith als Mark Taylor
- 1997: Law & Order für Adam Zolotin als Lonnie ‘Nacho’ Rickman (6x19)
- 1998: Sailor Moon für Hiroko Emori als Hiroki (4x30)
- 1999: Die Nanny für Preston Wamsley als Junger Niles (6x10)
- 2002: Für alle Fälle Amy für Jansen Wright als Seth Rosenthal (3x21)
- 2002: Ranma 1/2 für Kōichi Yamadera als Ryoga Hibiki (Komplett)
- 2003: American High – Hier steigt die Party! für Johnny Lewis als Gilby
- 2003: Inu Yasha für Akiko Yajima als Kohaku (Komplett)
- 2004: The Guardian – Retter mit Herz für Logan O’Brien als Matthew Damira (1x18)
- 2004: Southpark für Matt Stone als Kevin Stollen (6x13) und für Trey Parker als DogPoo Peruski (6x6)
- 2005: Drake & Josh für Alec Medlock als Craig Ramirez
- 2005: Danny Phantom für David Kaufman als Danny Phantom (Komplett)
- 2005: What’s new Scooby Doo für Pamela Adlon als Bobby Blather (S3x18)
- 2006: Surface – Unheimliche Tiefe für Carter Jenkins als Miles Barnett
- 2006: .hack//Legend of the Twilight für Junko Minagawa als Shugo (Komplett)
- 2006: Trinity Blood für Minagawa Junko als Ion Fortuna (Komplett)
- 2006: Gantz für Mitsuaki Madono als Hajime Muroto (Komplett)
- 2006: Tauschrausch für Nancy Cartwright als Todd Bartholomew Daring-Fleem (Komplett)
- 2007: Dr. House für Carter Jenkins als Mark McNeil (3x01)
- 2012: Inazuma Eleven für Jun Konno als Bobby Shearer (Komplett)
- 2012–2013: Pokémon für Miyu Irino als Maximilian (15x22-25) und für Nobuo Tobita als Sandro (16x30&31)
- 2013–2014: Once Upon a Time – Es war einmal … für Julian Morris als Prince Philip (6 Episoden)
- 2014: Law & Order: Special Victims Unit für Justin Kruger als Chad Smith (15x15)
- 2014: Ben 10: Omniverse für Rob Pausen als Chadzmuth (6x8)
- seit 2014: Rick and Morty für Tom Kenny als Squanchy
- 2015: Manhattan für Christopher Denham als Jim Meeks
- 2015: K.C. Undercover für Mike Lane als Paul (1x21&22)
- 2015: The Expanse für Andrew Rotilio als Diogo Harari (1x02 bis 3x13)
- 2018: Die Psammy Show als Psammy
- 2018–2022: Succession als Kieran Culkin als Roman „Rome“ Roy
- 2021: The Blacklist als Skip Hatfield
- 2022–2023: Willkommen im Haus der Eulen als Der Sammler

### Hörspiele
- 2008: James E. Barry – Peter Pan als Peter Pan (Titania Special Folge 3)
- 2008: ANNE in Windy Poplars – als Lewis Allen (Folge 13&15&16)
- 2014: Gruselkabinett als Thaddeus Gardner (Folge 90), Ned Higgins (Folge 93) und Robert Grandios (Folge 95)

### Videospiele
- 1996: Peter und der Wolf als Peter
- 1996: Timmy und das Löwenkind als Timmy
- 1996: Timmy und die Traumfalle als Timmy
- 1996: Timmy und die Geburtstagsparty als Timmy
- 2017: Overwatch als Kommentator bei dem Spielmodus Lució-ball
- 2022: (Call of Duty – Modern Warfare 2) Kommentare von Operator.
- 2024: NPC Hotelangestellter vor dem Hotel Royal Cast in Costa de Sol - Final Fantasy 7 Rebirth